# Mikuláš VII. Pálffy z Erdődu
Mikuláš VII. Pálffy z Erdődu (německy Nikolaus VII. Pálffy ab Erdőd, maďarsky Erdődy Pálffy Miklós VII.; 24. října 1699 Prešpurk (Bratislava) – 29. června 1734 Parma) byl uherský šlechtic z mladší hlavní linie starobylého rodu Pálffyů z Erdődu a velitel v císařské armádě.

## Život
Narodil se jako nejmladší syn palatina Jana IV. Bernarda Pálffyho a jeho manželky, hraběnky Terezie Czoborové z Czobor-Szentmihály. 
Mikuláš sloužil v císařské armádě, kde dosáhl hodnosti plukovníka.  
Za války o polské následnictví byl velitelem Althannského dragounského pluku. Padl 29. června 1734 v bitvě u Parmy, kde se jeho vosjko střetlo s francouzsko-sardinskými oddíly.  

### Manželství a rodina
Dne 29. dubna 1726 se oženil s českou hraběnkou Marií Josefou Šlikovou (24. 10. 1708 – 3. 3. 1761), dcerou Leopolda Šlika z Holíče a Pasounu (1663–1723) a jeho druhé manželky Marie Josefy Vratislavové z Mitrovic (1678–1737). Manželům se narodily tři děti, dvě dcery a jeden syn:
- 1. Marie Terezie (27. 7. 1727 Prešpurk (Bratislava) – ?)
  - ⚭ (1746) Jan Erdődy de Monyorókerék et Monoszló (22. 5. 1723 – 15. 4. 1789)
- 2. Jan Leopold (18. 8. 1728 Prešpurk – 23. 2. 1791 Prešpurk)
  - ⚭ (27. 1. 1762 Vídeň) Marie Gabriela z Colloreda (23. 6. 1741 – 23. 5. 1801 Vídeň)
- 3. Marie Leopoldina (10. 9. 1729 Prešpurk – po 1752 Paříž)
  - ⚭ (28. 8. 1748) František Josef 2. kníže Kinský z Vchynic a Tetova (11. 10. 1726 – 23. 9. 1752)